# Palasito
Palasito é um filme brasileiro curta-metragem, dos gêneros aventura e suspense, escrito e dirigido por Alex Pizano. Com produção da Biosphere Audiovisual e coprodução da Platô Filmes, o filme foi gravado na região indígena do Uiramutã em Roraima. Teve sua estreia em dezembro de 2021 no Teatro Municipal de Boa Vista em Roraima.

## Sinopse
Ao presenciarem a queda de um meteorito em uma região de serras no estado de Roraima, um grupo trava um verdadeiro jogo de interesses pela posse da pedra celeste, que por sua vez exerce curiosa influência sobre seus comportamentos.

## Elenco
- Loredana Kotinski como Estella Silva
- Gustavo Andrade como Fredson Tavares
- Orib Ziedson como Heitor Santos
- Leo Tarolla como JUan Santiago
- Fabiana Stefnne como Paola Rodrigues
- Luciano Torres como Isaac Nobrega
- Quesia Pereira como Xamã Macuxi

## Produção
Com produção da Biosphere Audiovisual e coprodução da Platô Filmes, o filme foi gravado em novembro de 2019, na região indígena do Uiramutã em Roraima e contou com uma equipe de mais de 25 pessoas, incluindo equipes de Boa Vista e da própria região. A produção contou com o importante apoio das comunidades indígenas local para a sua realização. Porém, por conta da pandemia, o trabalho foi paralisado por um ano, sendo retomada sua pós-produção, graças a recursos para finalização pela Lei Aldir Blanc, de incentivo à cultura.
Inspirado em obras de John Carpenter e H.P Lovecraft, o filme conta a saga de um grupo de pesquisadores que, ao presenciarem a queda de um pequeno meteorito na região do Uiramutã, extremo norte de Roraima, travam um verdadeiro jogo de interesses pela posse do artefato celeste, que por sua vez, exerce curiosa influência sobre seus comportamentos.
O nome “Palasito” refere-se ao nome dado a um raríssimo meteorito de interior cristalizado. 

### Seleções oficiais
-Sesc Amazônia Das Artes 2023;
-Kalakari Film Fest, Índia, 2023; 
-Venice Indie Festival 2023; 
-Rotterdam Independent Film Festival 2022; 
-Festival - Aparecida 100 anos-Goiás; 
-Ekurhuleni International Film Festival/ África do Sul; 
-Universal Film Festival/ Frankfurt 2022;
-Paris International Short Festival, 2022*
-São Francisco Arthouse Short Festival, 2022;
-First-time Filmmaker Sessions - Reino Unido, 2022
-Mostra de curtas independentes Oswald de Andrade - SP, 2022;
-V Festival de Cinema de Jaraguá do Sul - SC, 2022*
-V Mostra Sesc de Cinema 2022;
-VI Curta Canedo, 2022;
-Faci Festival de Cinema 2022.

### Prêmios
- Prêmio de “Melhor Fotografia” no Paris International Short Festival, 2022;
- Prêmio de  “Melhor fotografia, Melhor Figurino e Melhor Curta Metragem”no V Festival de Cinema de Jaraguá do Sul- SC, 2022.